# 湯瑪士·韋恩
湯瑪士·韋恩（英語：Thomas Wayne）是一個出現在DC漫畫中的虛構角色，首次出現在蝙蝠俠的起源故事《偵探漫畫》#33（1939年11月）。他是「蝙蝠俠」布魯斯·韋恩的父親，也是瑪莎·韋恩的丈夫。
高譚市的天才醫師和慈善家湯瑪士·韋恩從他的父親派崔克·韋恩手中繼承了韋恩家族的財富。當湯瑪士與他的妻子在街頭被搶劫時遇害，啟發了布魯斯·韋恩化身蝙蝠俠打擊犯罪。
在2011年漫畫《閃點》時間線中，遭殺害的是其兒子，而不是他的妻子和他自己，湯瑪士·韋恩更因此成為了「蝙蝠俠」，在當中扮演著重要的角色。

## 人物

### 遇害
某天晚上，當離開劇院時，湯瑪士和其妻子瑪莎·韋恩在他們的兒子布魯斯·韋恩眼前被劫匪喬·齊爾所殺害。這場悲劇震驚了整個高譚市，亦令案發的街道公園街被標籤為一個犯罪巷。最重要的是，它成為了布魯斯在長大後化身成義警“蝙蝠俠”的動機。

### 閃點

湯瑪士·韋恩（左）與瑪莎·韋恩（右）為閃點世界中的蝙蝠俠與小丑 。由 Dave Johnson所繪。

在閃點的故事中，當年在犯罪巷中身亡的不是韋恩夫婦，而是他們的兒子布魯斯，此後湯瑪士·韋恩便化身蝙蝠俠打擊犯罪。
為了收集情報，他與奧斯華·科波特合作開設賭場，並與詹姆斯·高登是盟友關係，白天的他是個忙碌的商人，在夜裡他則穿上蝙蝠戰衣，對在高譚市犯罪的罪犯們進行制裁。
被這位蝙蝠俠找上的罪犯大多都會因「意外墜樓」身亡，例如毒藤女、稻草人、緘默。只有愛妻瑪莎化身的小丑他不忍下手，只是屢次將其抓住後關進阿卡漢精神病院之中。
就在神力女超人的亞馬遜與水行俠的亞特蘭提斯之間的大戰將要毀掉地球之時，早就對一切不抱希望的湯瑪士拒絕了鋼骨加入阻止這兩方之間的戰爭的舉動，此舉也使其他超級英雄紛紛拒絕加入鋼骨一方。
回到蝙蝠洞後，湯瑪士發現了入侵該處的貝瑞·艾倫，憤怒的他本打算嚴刑拷打來逼問對方是如何找到此處，卻意外地聽到了貝瑞是來自一個「正確的時間線」，在那個時間線上，他的兒子布魯斯沒有死去，重燃希望的他於是聽從了貝瑞的請求，試圖令他恢復與神速力的連結。
這期間，瑪莎化身的小丑綁架了法官哈維·丹特的一對雙胞胎兒女，湯瑪士前去阻止時發現瑪莎是將人綁至韋恩莊園，並看見了盟友詹姆斯遇害後的遺體，兩人糾纏交戰後瑪莎得知了有機會令他們的兒子布魯斯活下來的可能，但代價卻是失去父母的布魯斯將會成為蝙蝠俠，因此再度發瘋的瑪莎跑走後失足墜落死去。
在貝瑞得回能力再度成為閃電俠後，兩人找上鋼骨意圖阻止水行俠與神力女超人的滅世舉動，並救出被政府隱藏了三十多年的超人，但超人卻在得到力量後驚慌失措的離去，無奈的貝瑞努力說服了湯瑪士，與鋼骨、沙贊少年們一起前往英國。
在倫敦的決戰中，湯瑪士被逆閃電打成重傷，但最後仍鼓起餘勇殺死了大意的逆閃電，在告知閃電俠只有他能阻止這一切發生後，將自己寫給兒子的信託付給閃電俠。

### DC重生

蝙蝠俠父子二人於《蝙蝠俠：重生》#21、#22與《閃電俠：重生》#21、#22的跨刊故事《徽章》中相見。

閃點事件後，本來應該被修正的這段平行歷史卻未消失，湯瑪士活了下來並回到蝙蝠洞，而神力女超人與水行俠達成了共識，決定要先將礙事的蝙蝠俠消滅。
湯瑪士為此做好了準備，他在蝙蝠洞內安裝了無數炸彈要與追兵們同歸於盡，卻在這時遇見了突然出現在洞中的閃電俠與自己的兒子、正確時間線上的蝙蝠俠布魯斯·韋恩。
此時亞馬遜與亞特蘭蒂斯的追兵已至，湯瑪士父子、兩位蝙蝠俠聯手應戰，閃電俠則盡力修復宇宙跑步機意圖完成他們找尋真相的目標，在閃電俠成功後，蝙蝠俠希望湯瑪士跟自己一起走，但湯瑪士拒絕，並希望布魯斯別再當蝙蝠俠，而是該回到其子達米安·韋恩身邊當個好父親。
在蝙蝠俠與閃電俠離開後，湯瑪士再次戴上蝙蝠俠的面具，就這樣消逝在崩壞的閃點世界中。

## 其他媒體

### 電視
- 《高譚市》：由格雷森·麥考區（英语：Grayson McCouch）飾演[4]。
- 《潘尼沃斯》：由班·奧德里基（英语：Ben Aldridge (actor)）飾演來自美國的年輕富翁湯瑪士·韋恩[5]。

### 電影
- 《蝙蝠俠》（1989）：由David Baxt飾演。
- 《蝙蝠俠：開戰時刻》（2005）：由萊納斯·羅徹飾演。
- 《小丑》（2019）：由布雷特·庫倫飾演。

#### DC擴展宇宙
- 《蝙蝠俠對超人：正義曙光》（2016）：由傑佛瑞·狄恩·摩根飾演。

### 動畫電影
- 《蝙蝠俠：高譚騎士》（2008）：由詹森·馬斯登配音。
- 《蝙蝠俠：黑暗騎士歸來》（2012）：由布魯斯·蒂姆配音。
- 《正義聯盟：閃點悖論》（2013）：以蝙蝠俠身分登場，由凱文·麥克基德配音[6][7]。
- 《蝙蝠俠VS羅賓（英语：Batman vs. Robin）》（2015）：由凱文·康羅伊配音[8]。
- 《樂高蝙蝠俠電影》（2017）：於韋恩宅邸的大廳可以看到年幼的布魯斯·韋恩與父母的合照。

### 電子遊戲
- 《超級英雄：武力對決》：閃點蝙蝠俠作為蝙蝠俠的一個新造型登場[9]。
- 《蝙蝠俠：秘密系譜》：由特羅伊·貝克配音。

#### 蝙蝠俠：阿卡漢系列
- 《蝙蝠俠：阿卡漢瘋人院》：在稻草人的恐懼毒氣影響下，蝙蝠俠會看見父母遇害的場景。而在植物園區域的一張椅子上，會有一面名牌寫著湯瑪士·韋恩（還有其妻瑪莎）的名字。
- 《蝙蝠俠：阿卡漢城市》：蝙蝠俠因為小丑毒血陷入瀕死狀態時開始產生幻覺，在刺客聯盟的秘密據點前會因此見到自己的父母。
- 《蝙蝠俠：阿卡漢起源》：在高譚皇家酒店阻止小丑後，蝙蝠俠回到蝙蝠洞後會想起父母遇害的過程。
- 《蝙蝠俠：阿卡漢騎士》：購買DLC的話，閃點蝙蝠俠會作為蝙蝠俠的一件制服登場。